# Popowo Kościelne (gromada w powiecie wągrowieckim)
Popowo Kościelne – dawna gromada, czyli najmniejsza jednostka podziału terytorialnego Polskiej Rzeczypospolitej Ludowej w latach 1954–1972.
Gromady, z gromadzkimi radami narodowymi (GRN) jako organami władzy najniższego stopnia na wsi, funkcjonowały od reformy reorganizującej administrację wiejską przeprowadzonej jesienią 1954 do momentu ich zniesienia z dniem 1 stycznia 1973, tym samym wypierając organizację gminną w latach 1954–1972.
Gromadę Popowo Kościelne z siedzibą GRN w Popowie Kościelnym utworzono – jako jedną z 8759 gromad na obszarze Polski – w powiecie wągrowieckim w woj. poznańskim, na mocy uchwały nr 40/54 WRN w Poznaniu z dnia 5 października 1954. W skład jednostki weszły obszary dotychczasowych gromad Nieświastowice, Podlesie Wysokie, Popowo Kościelne i Sarbia, ponadto miejscowość Budziejewo z dotychczasowej gromady Budziejewo  oraz miejscowość Podlesie Kościelne-Huby z dotychczasowej gromady Podlesie Kościelne – ze zniesionej gminy Mieścisko w tymże powiecie. Dla gromady ustalono 13 członków gromadzkiej rady narodowej.
1 stycznia 1959 do gromady Popowo Kościelne włączono miejscowości Jaroszewo, Pląskowo i Pląskówko ze znoszonej gromady Miłosławice oraz miejscowości Brzeskowo, Chociszewko, Chociszewo, Jabłkowo, Jabłkówko, Kuszewo i Pomarzanki ze znoszonej gromady Kakulin w tymże powiecie.
Gromada przetrwała do końca 1972 roku, czyli do kolejnej reformy gminnej.